# Komórka w Witkowych Skałach
Komórka w Witkowych Skałach – schronisko w Witkowych Skałach na Wyżynie Olkuskiej wchodzącej w skład Wyżyny Krakowsko-Częstochowskiej. Znajduje się na grzbiecie oddzielającym Dolinę Szklarki od jej bocznego, orograficznie prawego odgałęzienia, administracyjnie we wsi Jerzmanowice w gminie Zabierzów, w powiecie krakowskim, w województwie małopolskim.
Komórka w Witkowych Skałach znajduje się na szczelinie pomiędzy Wielką Witkową i Muminkiem. Jej otwór o ekspozycji północno-zachodniej ma szerokość 35 cm i wysokość 1,7 m. Znajduje się za nim salka o długości 2 m, w głębi rozszerzająca się do 1 m. Na końcu salki znajduje się próg o wysokości 1,6 m z zablokowaną zawaliskiem nyżą. Pod progiem jest niewielka szczelinka. Dno schroniska jest płaskie, strop jest zawaliskiem.
Obiekt znany był od dawna, świadczą o tym pozostawiane w nim śmieci. Po raz pierwszy wymienił go w 2008 r. J. Nowak w spisie jaskiń Doliny Szklarki. Schronisko pomierzyła i opracowała jego dokumentację z planem I. Luty w lipcu 2014 r.

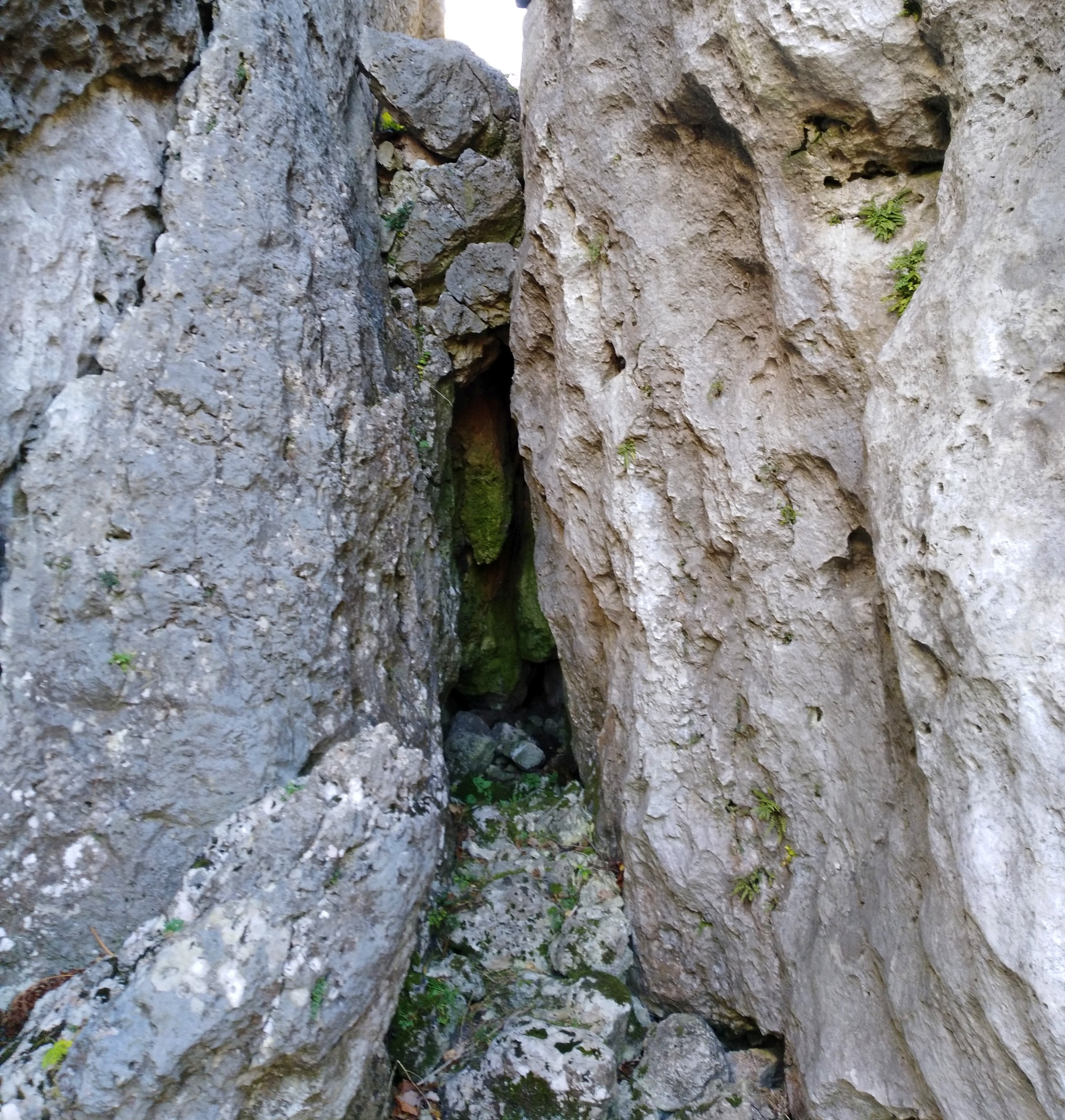
Otwór
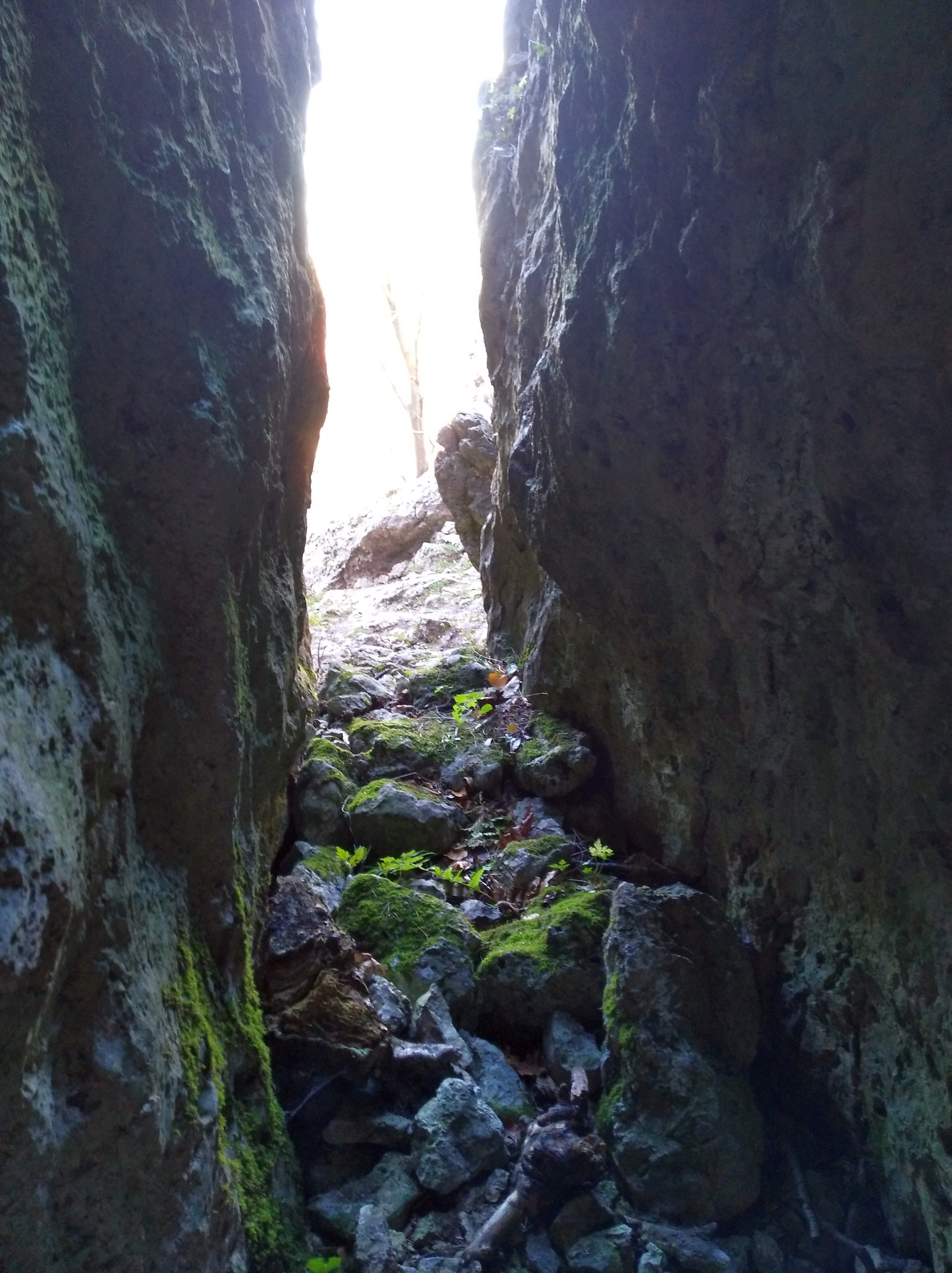
Widok z salki